# Angolo di incidenza (fluidodinamica)

Nel diagramma le linee nere rappresentano il flusso di un fluido intorno ad un profilo alare bidimensionale. L'angolo α è l'angolo di incidenza.

Il termine angolo di incidenza (in inglese angle of Attack, abbreviato AoA, chiamato anche α) in fluidodinamica indica l'angolo con cui un profilo alare fende un fluido. In particolare si definiscono:
- angolo di incidenza geometrica: angolo formato dalla corda del profilo alare, con la direzione del flusso incidente;
- angolo di incidenza aerodinamica: angolo formato dalla linea di portanza nulla del profilo alare, con la direzione del flusso incidente;
- angolo di portanza nulla: è l'angolo formato tra la corda e la direzione di portanza nulla; Alfa zero(α0)

L'angolo di incidenza è fondamentale nello sviluppo delle forze dinamiche di portanza e resistenza, in quanto i rispettivi coefficienti dipendono solo da forma e angolo di incidenza dell'oggetto investito dalla corrente..
Il termine in italiano non va scambiato con l'angolo di calettamento, (in inglese chiamato Angle of Incidence, fatto che dà luogo a non rara confusione), che definisce invece l'angolo geometrico di giunzione tra il profilo alare e l'asse geometrico di riferimento (l'asse longitudinale di un velivolo, l'asse di un'elica) e perciò indipendente dalla direzione di provenienza del flusso. Sarebbe inoltre un errore tradurlo brutalmente dall'inglese con "angolo di attacco".

## Caratteristiche

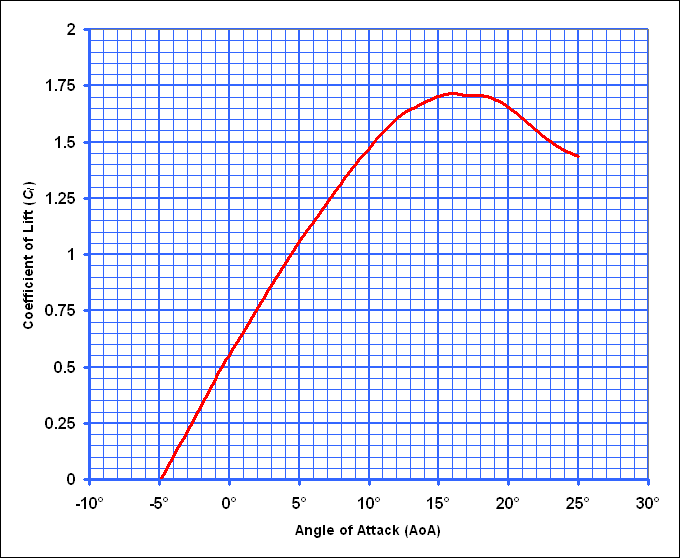
Una tipica curva di variazione del coefficiente di portanza al variare dell'angolo di incidenza.

In generale si può affermare che la portanza sviluppata cresce al crescere dell'angolo di incidenza (che al di sotto di un certo valore, dipendente dalla forma del profilo alare, può generare una deportanza), sino a un valore massimo cui corrisponde un angolo detto angolo di stallo. Superato tale angolo si ha infatti una repentina caduta dei valori di portanza e un aumento dei valori di resistenza.
Nell'immagine a lato viene mostrato un tipico esempio di correlazione tra l'angolo di incidenza e il coefficiente di portanza di un profilo alare; tale curva rappresenta in particolare un profilo ad incidenza di portanza positiva, circostanza osservabile dal fatto che si ottiene un coefficiente nullo per un valore negativo dell'angolo di incidenza.